# 富士見町駅 (神奈川県)
富士見町駅（ふじみちょうえき）は、神奈川県鎌倉市台にある、湘南モノレール江の島線の駅である。無人駅だが、平日朝ラッシュ時には混雑対応のため上りホームに押し屋が配置されている。駅番号はSMR2。

## 歴史
- 1970年（昭和45年）3月7日：開業[1]。
- 2017年（平成29年) 3月28日：上りホームにエレベーターを新設、供用開始[2]。
- 2018年（平成30年）4月1日：ICカード「PASMO」の利用が可能となる[3]。
- 2019年（平成31年）3月21日：下りホームにエレベーターを新設、下り新駅舎と同時に供用開始[4]。

## 駅構造

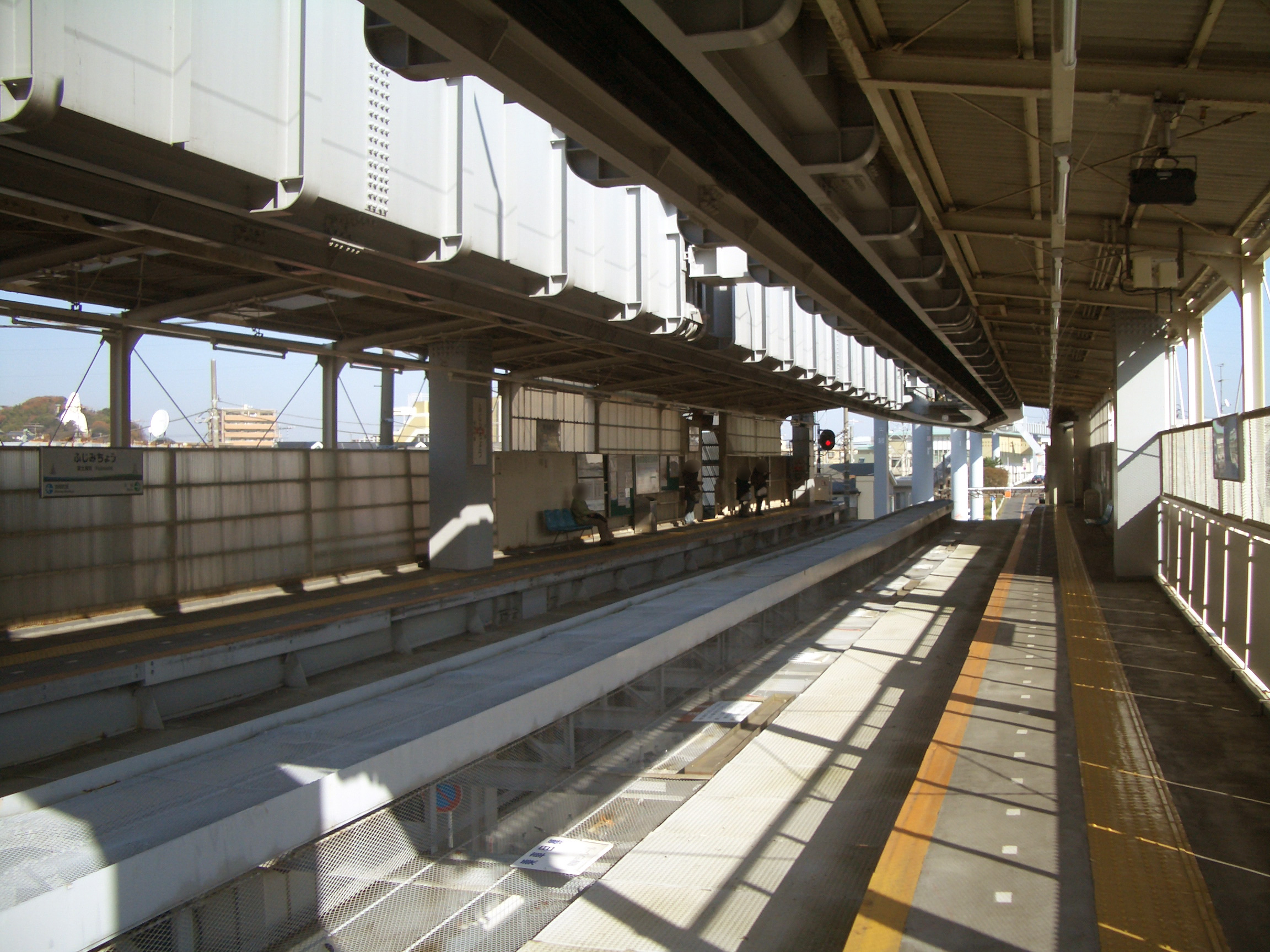
ホーム（2008年12月）

当路線唯一の相対式ホーム2面2線という構造を持つ高架駅である。かつて階段のみでの乗降となっていたが、エレベーターの設置工事が行われ、上りホームは2017年（平成29年）3月28日から、下りホームは下り新駅舎と同時に2019年（平成31年）3月21日から、供用が開始されている。

### のりば
| 番線 | 路線      | 行先                     |
| ---- | --------- | ------------------------ |
| 1    | ■江の島線 | 湘南深沢・湘南江の島方面 |
| 2    | ■江の島線 | 大船ゆき                 |

付記事項
- 上りホームと下りホームに乗り場番号は付与されていないほか、行先案内板等も設置されていない。それぞれ別個に出口（地表への階段・エレベーター）をもち、ホーム同士は連絡されていない。そのため、ホーム同士を行き来するには、駅の外に一旦出て、駅直下の道路を横切る横断歩道を渡らなくてはならない。
- 無人駅のため、改札口は無い。乗車時には自動券売機で乗車券を購入する。降車時には「きっぷ入れ」に客が各自で入れる。券売機脇には駅係員連絡用インターホンが設置されている。

## 利用状況
各年度の1日平均乗車人員は下表の通り。
| 乗車人員推移       | 乗車人員推移     | 乗車人員推移 |
| 年度               | 1日平均 乗車人員 | 出典         |
| ------------------ | ---------------- | ------------ |
| 1998年（平成10年） | 1,991            | [ * 2 ]      |
| 1999年（平成11年） | 1,905            | [ * 3 ]      |
| 2000年（平成12年） | 1,784            | [ * 4 ]      |
| 2001年（平成13年） | 1,795            | [ * 4 ]      |
| 2002年（平成14年） | 1,852            | [ * 5 ]      |
| 2003年（平成15年） | 1,903            | [ * 6 ]      |
| 2004年（平成16年） | 1,964            | [ * 7 ]      |
| 2005年（平成17年） | 1,987            | [ * 8 ]      |
| 2006年（平成18年） | 1,983            | [ * 9 ]      |
| 2007年（平成19年） | 1,977            | [ * 10 ]     |
| 2008年（平成20年） | 1,935            | [ * 11 ]     |
| 2009年（平成21年） | 1,944            | [ * 12 ]     |
| 2010年（平成22年） | 1,823            | [ * 13 ]     |
| 2011年（平成23年） | 1,678            | [ * 14 ]     |
| 2012年（平成24年） | 1,767            | [ * 15 ]     |
| 2013年（平成25年） | 1,777            | [ * 16 ]     |
| 2014年（平成26年） | 1,813            | [ * 17 ]     |
| 2015年（平成27年） | 1,840            | [ * 18 ]     |
| 2016年（平成28年） | 1,893            | [ * 19 ]     |
| 2017年（平成29年） | 1,964            | [ * 20 ]     |
| 2018年（平成30年） | 2,246            | [ * 21 ]     |
| 2019年（令和元年） | 2,353            | [ * 22 ]     |
| 2020年（令和02年） | 1,906            | [ * 23 ]     |
| 2021年（令和03年） | 2,187            | [ * 24 ]     |
| 2022年（令和04年） | 2,476            | [ * 25 ]     |
| 2023年（令和05年） | 2,666            | [ * 1 ]      |

## 駅周辺
- 鎌倉武道館
  - 鎌倉市山崎水質浄化センター（鎌倉武道館と同じ敷地内）
- 鎌倉市大船体育館
- 鎌倉市立山崎保育園
- 鎌倉台郵便局
- こもれび山崎温水プール（鎌倉市PFI事業施設） - archive.today（2013年4月27日アーカイブ分）
- 湘南かまくらクリニック -湘南鎌倉総合病院の移転跡地に開設された医院である。
- 湘南鎌倉医療大学
- 介護老人保健施設リハビリケア湘南かまくら
- シンロイヒ本社・大船工場
- 東洋化学大船工場
- デンカ大船工場
- やまか富士見町店
- 神奈川県立大船フラワーセンター
- 旧京浜急行線（市道大船西鎌倉線）
- 神奈川県道304号腰越大船線
- 神奈川県道302号小袋谷藤沢線
- 横須賀線引込線跡

### バス路線
駅の下を通る市道大船西鎌倉線上に設置されている「富士見町」が最寄りバス停。京浜急行バスが経由する。
- 北方向
  - 船2・船4・船5 - 大船駅行
- 南方向
  - 船2 - 梶原行
  - 船4 - 鎌倉山行
  - 船5 - 諏訪ヶ谷循環（西鎌倉先回り・津村先回り） ※津村先回りは朝のみ

なお、江ノ電バスにも同名の停留所があるが、これは当駅とは離れており、乗り換えには適さない。

## 隣の駅
湘南モノレール
■江の島線
大船駅（SMR1） - 富士見町駅（SMR2） - 湘南町屋駅（SMR3）